# Hudsonov prolaz
Hudsonov prolaz je tjesnac koje povezuje Labradorsko more s Hudsonovim zaljevom u Kanadi.
Smješten je između Baffinovog otoka i teritorija Nunavut. Dugačak je oko 750 km te prosječne širine od 125 km, koja varira od 70 km na istočnom ulazu do 240 km u zaljevu Deception. Prolaz je prometno važan jer povezuje sjeverne luke teritorija Manitobe i Ontarija s Atlantskim oceanom.

## Povijest istraživanja
Prvi zabilježeni Europljanin koji je uplovio u prolaz bio je engleski navigator Martin Frobisher 1578. godine te ga je nazvao Mistaken Strait („Pogrešan prolaz”) jer je smatrao da nije dio sjevernog prolaza koji bi povezivao Atlantski i Tihi ocean. Godine 1587. do prolaza je doplovio i John Davis, a detaljnije su ga istraživali George Weymouth 1602. te Henry Hudson 1610. godine, prema kome je kasnije prolaz i dobio ime, obojica s istim brodom, Discoveryjem. Godine 1612. istraživao ga je i Thomas Button a detaljnije su ga kartirali Robert Bylot i William Baffin 1616. godine.

## Vanjske poveznice
|  | Zajednički poslužitelj ima još gradiva o temi Hudsonov prolaz |